# 꼭지 꼭지
꼭지 꼭지는 1981년 공개된 대한민국의 영화이다.

## 배역
- 최유리 : 꼭지 역
- 전영록 : 양종하 역
- 박근형
- 태현실